# Манастир Улије
Манастир Свете Петке у Улију је женски манастир епархије рашко-призренске Српске православне цркве.
Манастир је смештен у атару села Улије, изнад Лепосавића. Потиче из 13. века. Са благословом владике Артемија, конак је подигнут и проглашен за женски манастир. После суспензије владике Артемија, управа манастира је промењена, али је и даље остао женски манастир. Од 2013. године у манастиру живи свештеник са породицом. Доласком младих монахиња из манастира Кончул манастир Улије бива обновљен 2018. године и изграђена је нова црква уз благослов владике Рашко-призренског Теодосија. Манастир Света Петка, један од два женска манастира на северу Космета, вековима је на брду Градац, на 560 метара надморске висине подно висова Копаоника.
Манастир спомиње Бањска повеља Светог краља Милутина. У повељи се помиње село Улије са Црквом Уласка Христа у Јерусалим – Цвети, које краљ, поред осталих села, дарује манастиру Светог архиђакона Стефана у Бањској. Као многе  и ова црква је срушена пред налетом Османских турака .
Манастирски храм посвећен је Распећу Христовом, у народу је позната и под именом Велики петак. Црква је подигнута 1935. на остацима раније цркве непознатог архитектонског склопа и времена изградње. То је мања једнобродна грађевина са полукружном апсидом на истоку и мањим правоугаоним наосом са улазом на западу. Северна и јужна фасада наоса и апсиде разуђене су са по два прозора од којих су на апсиди горњи делови решени полуобличасто. У саставу цркве над западним улазом је звоник који надвисује кров рађен на две воде над полуобличастим сводом наоса. Кров апсиде је постављен нешто ниже у односу на кров наоса. Зидана је комадима притесаног и тесаног камена везаних кречним малтером а на њеном јужном зиду налази се уграђен ранији надгробник који носи карактеристике 17. века.
Са њене источне стране цркве налази се нови конак а западно гробље. Почев од 2007. црква је изградњом конака и усељавањем монахиња претворена у манастир .
Након обнове манастирских здања 2018. године манастир је проглашен за женски .